# Municipio Roma VI
El Municipio Roma VI es una de las 15 subdivisiones administrativas en las que está dividida la ciudad de Roma. En 2017 su población era de 258 989 habitantes.